# Olivier Rafowicz
Olivier Rafowicz (nacido en Francia el 12 de julio de 1962) es un coronel del ejército israelí que trabaja como portavoz de las Fuerzas Armadas de Israel e interviene a menudo en los medios de comunicación francófonos para defender la posición del gobierno de su país en los conflictos de Oriente Medio.
Se ha presentado sin éxito a varias elecciones en su país en listas de partidos nacionalistas de derechas. Es autor de tres libros.

## Familia
Olivier Rafowicz nació en Francia el 12 de julio de 1962 . Su padre, judío de origen polaco, escapó a la gran redada franco-alemana del 16 de julio de 1942.
En 1981, emigró a Israel cuando tenía 19 años movido por sus ideas sionistas.
Está casado con Roxanne Rouas-Rafowicz, directiva de StudioFact Media Group y miembro desde 2020 del comité ejecutivo en París de la patronal francesa Medef.

## Carrera militar y de comunicación
Después de completar sus estudios universitarios en relaciones internacionales y ciencias políticas en la reserva, Rafowicz se alistó en el ejército israelí en 1985 . Entre sus cargos en las Fuerzas de Defensa de Israel (FDI), se desempeñó como portavoz del Mando Norte y como jefe de la rama de comunicaciones internacionales en la Unidad de Portavoces de las FDI, durante la Segunda Intifada (2000-2005) y la Segunda Guerra del Líbano (2006)  . 
El 28 de febrero de 1999, Rafowicz viajaba por el sur de Líbano en un convoy en el que cuatro militares israelíes murieron al estallar una bomba de Hezbolá. En abril de 2002, durante la Segunda Intifada, Rafowicz fue el representante del portavoz de las FDI en el equipo negociador con unos milicianos palestinos que se habían atrincherado con rehenes en la Iglesia de la Natividad  El 9 de mayo, después de largas negociaciones, Israel aceptó que los palestinos fueran transferidos a Chipre o Gaza.
En 2009, fue reclutado nuevamente y sirvió como portavoz del Mando Sur. Es miembro del Instituto de Estrategia y Seguridad de Jerusalén (JISS) y es asesor estratégico para Oriente Medio del Centro Judío Europeo (CJE). 
Rafowicz participó en el lanzamiento de la cadena israelí de televisión por internet InfoliveTV, que posteriormente vendió a su esposa. Interviene a menudo para defender las posiciones del gobierno de Israel en televisión (por ejemplo, en Russia Today , ILTV , Al Jazeera  y France 24 [ 4 ] ), en radio  y en medios impresos  . Es un comentarista habitual de la edición francesa de la cadena israelí i24 News   y ha sido el enviado del Fondo Nacional Judío para Bélgica.
Le Monde Diplomatique ha criticado el hecho de que los medios de comunicación franceses que invitan a Rafowicz raramente le contradicen o ponen en duda sus afirmaciones a pesar de sus repetidas falsedades. En una de las escasas ocasiones en las que un periodista cuestionó con severidad a Rafowicz, su cadena (TV5 Monde) desautorizó a su trabajador.

## Actividad política
Rafowicz sirvió como jefe de la delegación de inmigración de la Agencia Judía en Francia.    En 2017, elaboró un informe para la Ministra de Inmigración y Absorción, Sofya Landever, con consejos para aumentar la inmigración a Israel desde Francia.
En octubre de 2018, se presentó a las elecciones para el Consejo Municipal de Tel Aviv-Jaffa como cabeza de la lista "Olim Beyahad", compuesta de inmigrantes sobre todo francófonos. El mismo año fue el candidato número 13 de la lista Israel Beitenu, nacionalista de derechas.  En septiembre de 2019, fue el candidato número 16 para la Knesset de dicho partido en las elecciones para la Vigésima Segunda Knesset y como candidato número 15 en las elecciones para la Vigésima Tercera Knesset.  No logró escaño.